# Liam Heath
Liam Nicholas Heath (Guildford 17 augustus 1984) is een Brits kanovaarder. 
Heath nam samen met Jon Schofield deel in de K-2 over 200 meter tijdens de Olympische Zomerspelen 2012 en wonnen de bronzen medaille. Vier jaar later won Heath samen met Schofield de zilveren medaille in de K-2 over 200 meter tijdens de spelen van Rio de Janeiro. Heath won tijdens dezelfde spelen in de K-1 over 200 meter de olympisch gouden medaille.

## Belangrijkste resultaten

### Olympische Zomerspelen
| Editie | Plaats         | Resultaten        |
| ------ | -------------- | ----------------- |
| 2012   | Londen         | K-2 200m          |
| 2016   | Rio de Janeiro | K-1 200m K-2 200m |
| 2020   | Tokio          | K-1 200m          |

### Wereldkampioenschappen sprint
| Jaar | Plaats   | Resultaten                 |
| ---- | -------- | -------------------------- |
| 2010 | Poznań   | K-1 4x200m                 |
| 2011 | Szeged   | K-2 200 m                  |
| 2013 | Duisburg | K-2 200 m · 4e K-1 4x200 m |
| 2014 | Moskou   | 4e K-2 200 m · K-1 4x200 m |
| 2015 | Milaan   | 5e K-2 200 m               |
| 2017 | Račice   | K-1 200 m                  |
| 2019 | Szeged   | K-1 200 m                  |

2012: Ed McKeever ·
2016: Liam Heath ·
2020: Sándor Tótka